# Геркулес: Легендарні подорожі
«Геркулес: Легендарні подорожі» (англ. Hercules: The Legendary Journeys) — це відомий телесеріал в стилі фентезі американсько-новозеландського виробництва. Ґрунтується на античних легендах про Геркулеса. Впродовж шести сезонів серіал мав найбільші рейтинги за всю телевізійну історію.

## Сюжет
Фантастичний показ стародавньої Греції не точно демонструє цей історичний проміжок та достовірність демонстрації міфів. Кевін Сорбо у ролі Геркулеса і Майкл Герст у ролі Іолая. Типові сюжетні лінії у яких Геркулес та Іолай рятують простих сільських мешканців від монстрів, злих воєначальників чи егоїстичних примх богів.
У ранніх епізодах головним ворогом Геркулеса була його зла мачуха Гера, яка прагне знищити Геркулеса. У цих цілях використовує різних монстрів, тому що він — нагадування про невірність її чоловіка Зевса. У пізніших епізодах ворогом героя стає бог війни Арес, який у цьому замінює Геру. Ближче до кінця серіалу вже Ареса заміняє Дагар.

## Персонажі

### Головні
- Геркулес (Кевін Сорбо, Ієн Боен (молодий Геркулес))
- Іолай (Майкл Герст)

### Другорядні
- Зевс (Ентоні Квінн / Пітер Вер-Джонс / Рой Дотріс / Шарль Кітінг)
- Алкмена (Дженніфер Лаблум / Елізабет Хоторн / Лідді Холлоуей)
- Ясон (Джефрі Томас)
- Деяніра (Тоні Кітейн)
- Іфікл / Арес (Кевін Сміт)
- Афродіта (Олександра Тідінгс)
- Ерида (Меган Дезмонд)
- Салмоней (Роберт Требор)
- Автолік (Брюс Кемпбелл)
- Серена (Сем Сорбо)
- Морріган (Тамара Горська)
- Небула (Джина Торрес)
- Ксена (Люсі Лоулес)
- Дірке / Лідія / Мелісса (Ліза Шаппелл)
- Аїд (Ерік Томсон)
- Каллісто (Хадсон Лейк)

## Список серій
Пілотні серії:

1. Hercules and the Amazon Women — Геркулес та жінки-амазонки

2. Hercules and the Lost Kingdom — Геркулес та загублене королівство

3. Hercules and the Circle of Fire — Геркулес та вогняне коло

4. Hercules in the Underworld — Геркулес у царстві мертвих

5. In the Maze of the Minotaur — Геркулес та лабіринт Мінотавра
Перший сезон

1. The Wrong Path — Неправильний шлях 

2. Eye of the Beholder — Дзеркало душі

3. The Road to Calydon — Дорога до Каледону

4. The Festival of Dionysus — Свято Діоніса

5. Ares — Арес

6. As Darkness Falls — Сутінки

7. Pride Comes Before a Brawl — Гордість як причина усіх чвар

8. The March to Freedom — Шлях до волі

9. The Warrior Princess — Принцеса-воїн

10. Gladiator — Гладіатор

11. The Vanishing Dead — Зникаючі мерці

12. The Gauntlet — Двобій

13. Unchained Heart — Вільне серце
Другий сезон

1. The King of Thieves — Король злодіїв

2. All that Glitters — Все що блищить

3. Whats in a Name — Хіба справа в імені?

4. Siege at Naxos — Облога біля Наксоса

5. Outcast — Вигнанець

6. Under the Broken Sky — Разколоте небо

7. The Mother of all Monsters — Матір усіх монстрів

8. The Other Side — Підземне царство

9. The Fire Down Below — Битва з вогнем

10. Cast a Giant Shadow — В тіні велета

11. Highway to Hades — Дорога в царство Аїда

12. The Sword of Veracity — Меч правди

13. The Enforcer — Кат

14. Once a Hero — Герой минулих днів

15. Heedless Hearts — Безпечні серця

16. Let the Games Begin — Ігри розпочинаються

17. The Apple — Яблуко

18. Promises — Обітниця

19. King for a Day — Король протягом дня

20. Protean Challenge — Виклик Протея

21. The Wedding of Alcmene — Весілля Алкмени

22. The Power — Влада

23. Centaur Mentor Journey — Мандрівка до наставника кентавра

24. The Cave of Echos — Печера, де живе Ехо
Третій сезон

1. Mercenary — Найманець

2. Doomsday — Судний день

3. Love takes a Holiday — У кохання канікули

4. Mummy Dearest — Мумія

5. Not Fade Away — Не помирай

6. Monster Child in a Promised Land — Повернення маленького монстра

7. The Green-Eyed Monster — Зеленоокий монстр

8. Prince Hercules — Принц Геркулес

9. A Star to Guide Them — Зірка, яка вказує шлях

10. The Lady and the Dragon — Красуня та дракон

11. Long Live the King — Хай живе король!

12. Surprise — Несподіванка

13. Encounter — Зустріч

14. When a Man Loves a Woman — Коли чоловік кохає жінку

15. Judgment Day — Судний день

16. The Lost City — Загублене місто

17. Les Contemptibles 

18. Reign of Terror — Влада терору

19. The End of the Beginning — Завершення початку 

20. War Bride — Війна через наречену

21. A Rock and a Hard Place — Важке випробування

22. Atlantis — Атлантида
Четвертий сезон

1. Beanstalks and Bad Eggs — Бобове стебло та погані яйця

2. Hero's Heart — Серце героя

3. Regrets… I've Had a Few — Мені є про що сумувати

4. Web of Desire — Мереживо пристрасті

5. Stranger in a Strange World — Чужий у чужому краю

6. Two Men and a Baby — Двоє чоловіків та дитина

7. Prodigal Sister — Блудна сестра

8. And Fancy Free — Рухайся вільно

9. If I Had a Hammer — Якщо б я мав молот…

10. Hercules on Trial — Суд над Геркулесом

11. Medea Culpa — Провина Медеї

12. Men in Pink — Чоловік у рожевому

13. Armageddon Now, Part1 — Армагеддон, частина 1

14. Armageddon Now, Part2 — Армагеддон, частина 2

15. Yes, Virginia, There is a Hercules — Так, Вірджиніє, Геркулес існує

16. Porkules — Свинакл

17. One Fowl Day — Птащиний день

18. My Fair Cupcake — Моя судова Гарнюння

19. War Wounds — Бойові шрами

20. Twilight — Перша війна

21. Top God — Верховний бог

22. Reunions — Возз'єднання
П'ятий сезон

1. Faith — Віра

2. Descent — У підземному світі

3. Resurrection — Воскресіння

4. Genies and Grecians and Geeks, Oh My — Джини, греки та всякая всячина

5. Render Unto Caesar — Данина Цезарю

6. Norse by Norsewest — Все далі на північ

7. Somewhere over the Rainbow Bridge — Десь там за веселковим мостом

8. Darkness Rising — Темрява наступає

9. For Those Of You Just Joining Us — Для тих, хто лиш розпочав дивитися серіал

10. Let there be Light — Хай буде світло

11. Redemption — Відплата
12. Sky High — Біля самого неба

13. Stranger and Stranger — Два незнайомці

14. Just Passing Through — Це треба пережити

15. Greece is Burning — Греція в огні

16. We'll Always Have Cyprus — Спогади про Кіпр

17. The Academy — Академія

18. Love on the Rocks — Розбите кохання

19. Once Upon A Future King — Жив-був майбутній король

20. Fade Out — Зникнення

21. My Best Girls Wedding — Весілля моєї коханої

22. Revelations — Відкриття
Шостий сезон

1. Be Deviled — Одержимий демоном

2. Love, Amazon Style — Любов та амазонки

3. Rebel With a Cause — Борці за справедливість

4. Darkness Visible — Наступ темряви

5. Hercules Tramps & Theives — Геркулес, волоцюги та злодії

6. City of the Dead — Місто мерців

7. A Wicked Good Time — Сатанинські радощі

8. Full Circle — Коло замкнулося

## Сприйняття
Оцінка на сайті IMDb — 6,5/10.

## Показ в Україні
В Україні прем'єрний показ серіалу відбувся 13 липня 1997 року на каналі «1+1». Повторні покази транслювались на каналах «2+2» та «К1».

## Українське закадрове озвучення

### Студія«1+1»
Ролі озвучували: Олександр та Наталя Задніпровськи

### Студія«Так Треба Продакшн»на замовлення телерадіокомпанії«Україна»
Ролі озвучували: Олег Стальчук, Юрій Ребрик, Валентина Сова та Олена Яблочна

### Студія«Так Треба Продакшн»на замовлення телеканалу«К1»
Ролі озвучували: Анатолій Пашнін, Олег Стальчук, Володимир та Дмитро Терещуки, Валентина Сова та Олена Бліннікова